# Mea Culpa
Mea Culpa (pol. Moja Wina) – album kompilacyjny zespołu After Forever wydany w 2006 roku. Pierwsza płyta zawiera utwory z czasów gdy Mark Jansen był członkiem zespołu, a druga utwory stworzone przez zespół po jego odejściu.

## Lista utworów

### CD1
1. "Mea Culpa (Acapella Version)" - 1:50
2. "Follow in the Cry" - 4:05
3. "Yield to Temptation" - 5:53
4. "Silence From Afar" - 5:54
5. "Wings of Illusion" - 7:23
6. "Beyond Me (Gruntless Version)" - 6:12
7. "Forlorn Hope" - 6:23
8. "For The Time Being" - 5:06
9. "Imperfect Tenses" - 4:11
10. "Monolith of Doubt (Single Version)" - 3:33
11. "Intrinsic" - 6:54
12. "Emphasis" - 4:19
13. "My Pledge Of Allegiance #1 - The Sealed Fate" - 6:28
14. "Who Wants to Live Forever (cover Queen)" - 7:19

### CD2
1. "The Evil That Men Do (cover Iron Maiden) (Single Version)" - 3:20
2. "Glorifying Means" - 5:02
3. "My Choice (Acoustic Version)" - 4:03
4. "Beneath" - 4:54
5. "Digital Deceit (Single Version)" - 4:09
6. "Two Sides (Single Version)" - 3:17
7. "Sins of Idealism (Single Version)" - 4:12
8. "Eccentric (Orchestral Version)" - 4:36
9. "Life's Vortex (Single Version)" - 4:37
10. "Blind Pain (Aggressive Version)" - 4:18
11. "Being Everyone (Single Version)" - 3:10
12. "Face Your Demons (Single Version)" - 5:01
13. "Taste The Day" - 2:56
14. "Boundaries Are Open (Single Version)" - 3:30
15. "Come" - 5:05
16. "Attendance (Industrial Remix)" - 3:04
17. "Live And Learn" - 4:25
18. "Strong (Piano Version)" - 6:13

## Twórcy
- Floor Jansen - wokal
- Sander Gommans - gitara, growl
- Bas Maas - gitara (CD2)
- Luuk van Gerven - gitara basowa
- Joost van den Broek - keyboard
- Andre Borgman - perkusja
- Mark Jansen - gitara, growl (CD1)

### Udział gościnny
- Sharon den Adel - wokal w "Beyond Me"
- Damian Wilson - wokal w "Imperfect Tenses" i "Who Wants To Live Forever"
- Marco Hietala - wokal w "Face Your Demons"